# وایسواسر
شهر وایسواسر (به آلمانی: Weißwasser) در ایالت زاکسن در کشور آلمان واقع شده‌است.